# Harry Möbis
Harry Möbis (* 16. Mai 1930 in Hackpfüffel (Landkreis Sangerhausen); † 31. August 2019 in Wiehe) war ein Politiker der Sozialistischen Einheitspartei Deutschlands (SED) und Offizier des Ministeriums für Staatssicherheit (MfS) in der Deutschen Demokratischen Republik (DDR). Er war von 1966 bis 1989 Staatssekretär und 1989/90 Leiter des Sekretariats des Ministerpräsidenten Hans Modrow.

## Leben
Nach der Grundschule erlernte Möbis den Beruf des Maschinenschlossers und trat in die Freie Deutsche Jugend (FDJ) und die SED ein. Nach der Lehre begann er ein Studium der Wirtschaftswissenschaften an der Hochschule für Ökonomie Berlin, welches er als Diplom-Wirtschaftswissenschaftler abschloss. Während des Studiums war Möbis zeitweise Sekretär der SED-Grundorganisation an der Hochschule.
1956 wurde Möbis vom Ministerium für Staatssicherheit (MfS) eingestellt, dem er bis 1989 angehörte, ab 1967 als Offizier im besonderen Einsatz. 1961 wurde er Leiter der Abteilung Organisation und Inspektion beim Volkswirtschaftsrat der DDR. Im selben Jahr wurde er promoviert.
Von 1966 bis 1989 war Möbis Staatssekretär beim Ministerrat und ab 1967 Staatssekretär und Leiter der Arbeitsgruppe Organisation und Inspektion beim Vorsitzenden des Ministerrats. In dieser Funktion führte er 24 weitere Offiziere im besonderen Dienst des MfS.
Während der Wende und der friedlichen Revolution in der DDR war Möbis von November 1989 bis März 1990 Leiter des Sekretariats des Ministerpräsidenten Hans Modrow.

## Schriften
- Die Nutzung eisenhaltiger Industrieabfälle, Berlin 1965
- Zur sozialistischen Betriebswirtschaft, Berlin 1968
- Leistung + Qualifikation = Wohlstand, Berlin 1987
- Von der Hoffnung gefesselt. Zwischen Stoph und Mittag – unter Modrow, Frankfurt (Oder) 1999.[1]